# Беллами, Сэмюэль
Сэмюэль «Чёрный Сэм» Беллами (англ. Samuel "Black Sam" Bellamy; 23 февраля 1689 года — 26 апреля 1717 года, Кейп-Код) — один из самых знаменитых пиратов периода золотого века пиратства.

## Биография
Сэмюэль Беллами родился в 1689 году. В Плимуте он изучал основы морского ремесла. В возрасте 18 лет уже был опытным мореходом. Через некоторое время он прибыл в Америку в Кейп-Код. Там встретил и полюбил Марию Халлет. Их любовь была настолько сильна, что Беллами был готов отказаться от морских путешествий, но женитьбе мешало отсутствие средств. Чтобы разрешить эту проблему, Сэмюэль отправился во Флориду, где, по слухам, затонул испанский галеон с грузом золотых монет. Однако, как впоследствии оказалось, эти слухи не подтвердились.
Решив подождать со свадьбой, Беллами присоединяется к пиратам под командованием Бенджамина Хорниголда, который промышлял в Карибском море, нападая исключительно на испанцев. Сэм быстро завоевал авторитет среди пиратов, к его мнению в спорных вопросах прислушивались, и многие при разногласиях принимали его сторону. Так, однажды Беллами оспорил приказ капитана не нападать на корабль, появившийся на горизонте, так как хотел грабить все встречные суда. Хорниголд в ярости был готов застрелить смельчака, но за него вступилась вся остальная команда. В итоге общим голосованием было решено начать атаку.
Уже через год после присоединения к пиратам Чёрный Сэм принял командование на себя. На тот момент ему не исполнилось ещё и тридцати лет. Он был не таким жестоким, как другие пираты его времени, и позволил мирно уйти Хорниголду, выделив тому небольшое судно. Хотя в то время в Великобритании ещё было легально рабство, в команде Беллами чернокожие служили наравне с белыми. Также у него служил малолетний Джон Кинг — самый юный пират в истории. Мальчик, которому шел 11-й год, занимался тем, что подносил порох.
Беллами имел свою сеть шпионов и контрабандистов; он выслеживал хорошо вооружённый, быстроходный — развивавший скорость до 13 узлов — фрегат «Уида», построенный в 1715 году специально для работорговли.
В 1717 году «Уида» прибывает на Карибские острова с грузом африканских рабов. В марте 1717 года во время плавания с острова Ямайка в Англию она был захвачена шайкой Чёрного Сэма. Великодушный Беллами отдал свой корабль торговцам, а сам перебрался на «Уиду» и сделал её своим флагманом. Штурманом корабля был назначен Джон Джулиан.
На судне находились несметные сокровища, одни из самых многочисленных за всю историю пиратства. В современном эквиваленте их стоимость составляла от 6 до 8 миллионов долларов. Грузоподъёмность «Уиды» позволяла вместить до 4,5 тонны драгоценного груза. Количество орудий было доведено до 26 или 28, а по некоторым данным — до 50. Такой корабль мог выдержать любое нападение.
Чёрный Сэм промышлял на пространстве от берегов Карибского моря до Флориды. Вскоре он повернул на север к своей возлюбленной Марии Халлет.
Однако в районе полуострова Кейп-Код Беллами попал в шторм. Его корабль понесло к берегу и, налетев на отмель, он перевернулся и затонул. В результате катастрофы из 146 человек выжили только двое. Капитан судна тоже погиб. Таким образом, его карьера продолжалась всего лишь год.

## Память
В честь Беллами назван остров Беллами-Кей.

## Находка «Уиды»
Корабль Беллами был первым пиратским кораблем, найденным в 1982 году. Американский исследователь Барри Клиффорд обнаружил на дне у полуострова Кейп-Код много исторически ценных пиратских артефактов. На борту были найдены реалы и песо. Всего, по слухам, на фрегате обнаружено 4,5 тонны сокровищ. В числе артефактов был и колокол «Уиды». Кости, поднятые с корабля-призрака, могут быть останками пирата.

## В массовой культуре
- В манге One Piece, один из персонажей пират "Гиена" Беллами назван в честь Самюэля Беллами.[3]
- Он появляется в Assassin’s Creed: Pirates, как один из наиболее печально известных и колоритных пиратов той эпохи.[4][5]